# Villa Stucky
Villa Stucky è una villa, oggi hotel, sita a Mogliano Veneto, in provincia di Treviso.

## Storia
Villa Stucky sorge nel terreno a nord rispetto alla Chiesa di Santa Maria Assunta di Mogliano Veneto (TV), in Via Don Bosco, dove un tempo sorgeva la villa di campagna di una nobildonna inglese Giorgia Amalia Seymour, moglie del Duca di Durfort. Villa Seymour venne costruita nella seconda metà del Settecento e fa parte di un gruppo di ville oggi scomparse del territorio moglianese la cui esistenza è nota solo grazie ad antiche mappe e documenti. Secondo tale documentazione la villa doveva avere una struttura molto semplice con un grande giardino all’inglese e un boschetto che circondava la villa voluto dalla proprietaria amante del verde. 
Alla morte della donna nel 1831 la villa venne acquistata dalla famiglia Dalla Vida che successivamente incaricò l’architetto vicentino Antonio Caregaro Negrin di ampliare e riorganizzare il giardino e annesso boschetto che assunsero l’estensione visibile ancora oggi, arrivando fino all’attuale Via Berchet. L'architetto vi lavorò dal 1855 al 1861 aggiungendo laghetti, canali, una grotta e dei piccoli dossi.

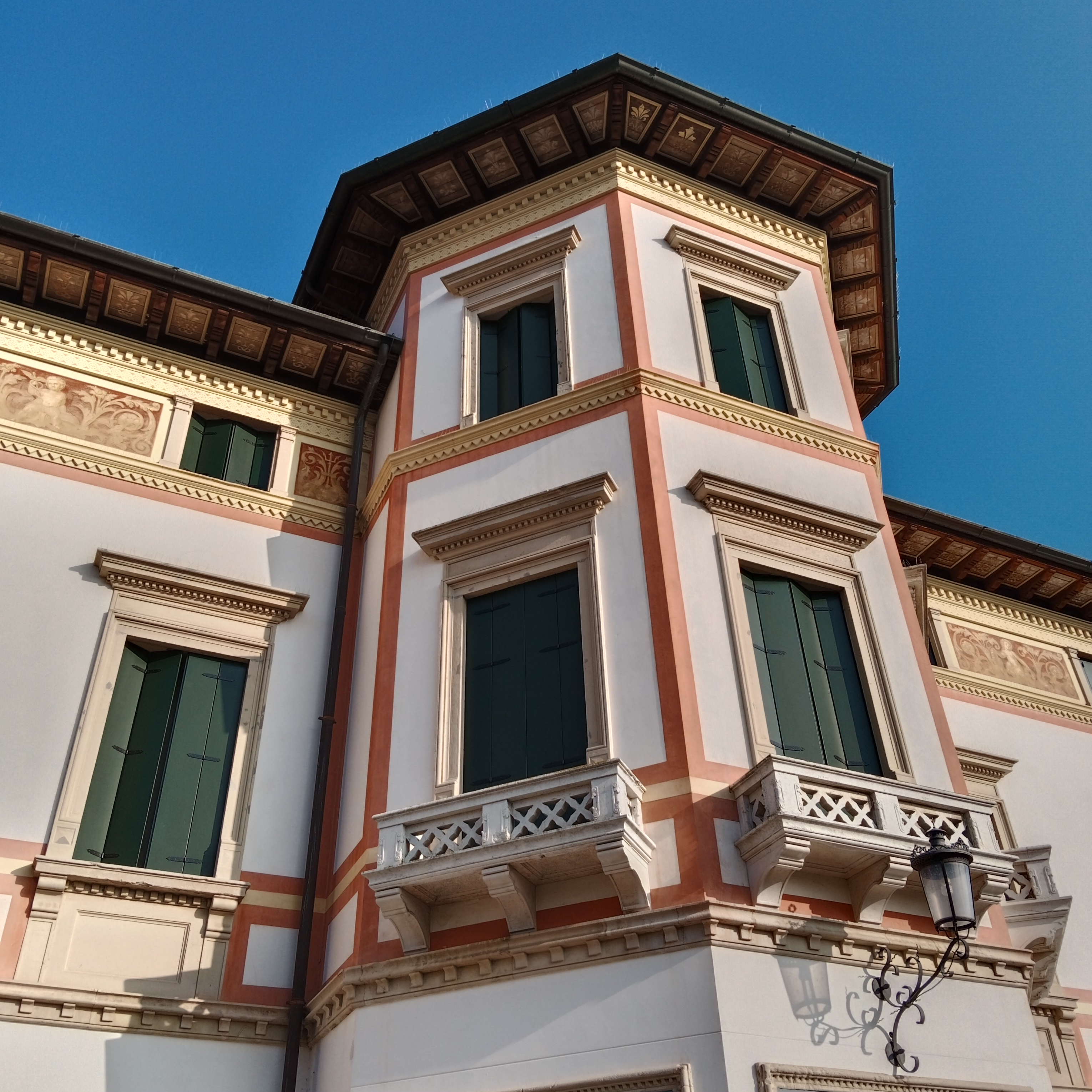
Dettaglio della facciata esterna dell'Hotel dove sono visibili le decorazioni e alcuni elementi architettonici

All’inizio del Novecento, gli eredi dei Dalla Vida misero in vendita tutta la proprietà, che fu comprata dalla famiglia Stucky, che già possedeva alcune proprietà nel territorio veneziano, tra cui l’omonimo mulino. Giovanni Stucky fece distruggere la villa e al suo posto ne fece costruire una nuova in stile tipicamente centroeuropeo che è l’edificio visibile ancora oggi. È un edificio molto diverso da quello precedente, che mantiene come filo conduttore il grande giardino. Vennero aggiunti altri elementi quali la casa del guardiano, una serra per i fiori, una scuderia, selleria e fienile.

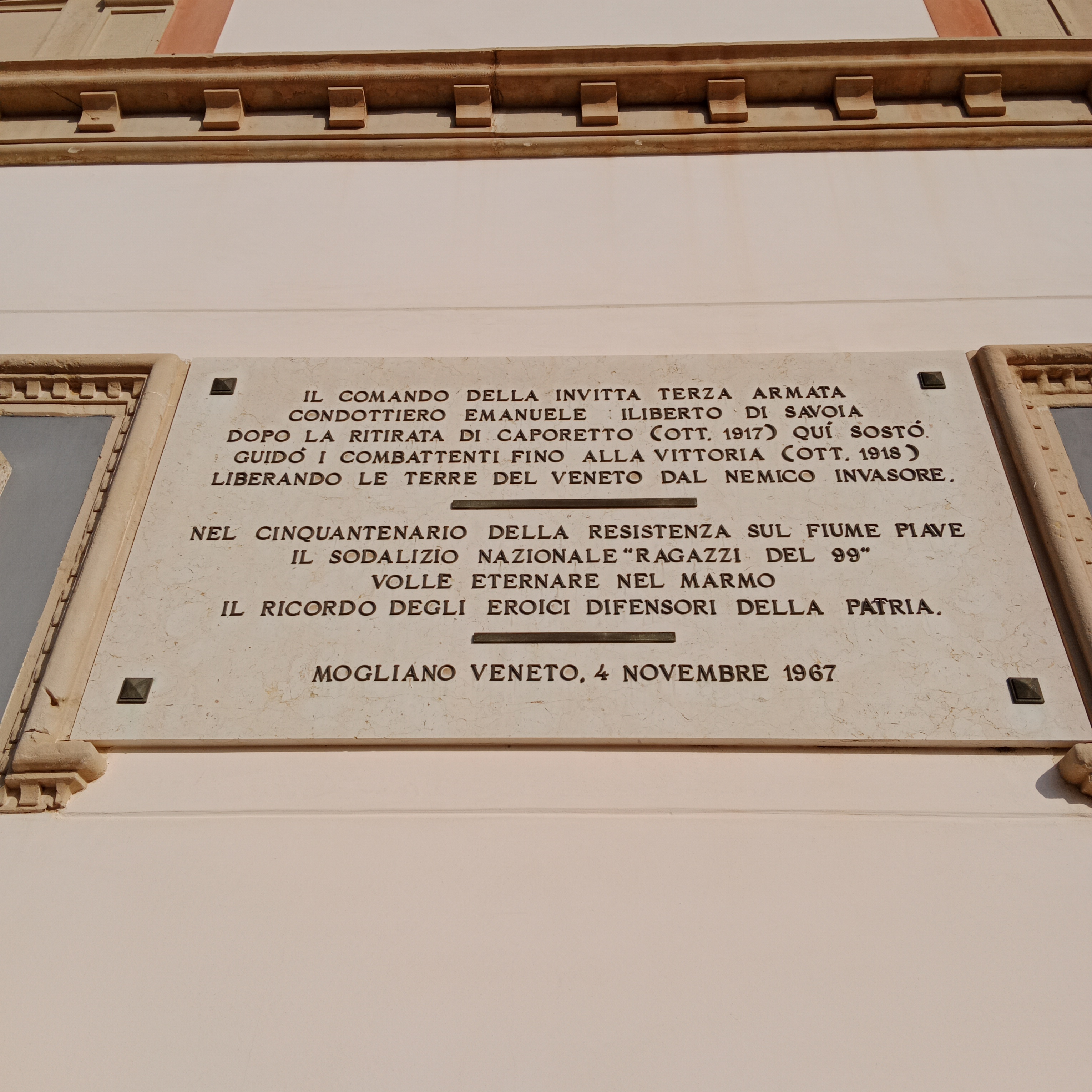
Lapide commemorativa affissa sulla facciata della villa realizzata in occasione del cinquantenario

Nel 1917, dopo la disfatta di Caporetto, Mogliano venne scelta come sede ospitante la 3ª Armata dell’esercito italiano stanziata a difesa del Basso Piave guidata da Emanuele Filiberto di Savoia Duca d’Aosta. Molte ville e scuole del territorio moglianese vennero convertite in sedi di uffici dell’Armata e anche in ospedali da campo. Villa Stucky per la sua posizione venne scelta come sede del Quartier Generale, Villa Trevisanato (oggi Zoppolato) divenne l’alloggio del Duca d’Aosta e la scomparsa Villa Favier diventò la sede degli uffici della propaganda e dello spionaggio. In occasione dei cinquant’anni da tale evento, nel 1967, venne realizzata una lapide commemorativa apposta all’ingresso dell’edificio. La figura del Duca d’Aosta segnò molto la storia di Mogliano e a lui venne dedicata la piazza principale della città. Il complesso rimase intatto fino al secondo dopoguerra, quando venne smembrato: la villa divenne un albergo; le scuderie convertite in officine e magazzini e il parco fu riorganizzato abbattendo degli alberi per lasciare spazio per una nuova villa, Villa Longobardi. Il giardino e la nuova villa vennero acquistati nel 1997 da Comune di Mogliano Venete e oggetto di un recentissimo restauro e riqualificazione per renderlo uno spazio a disposizione della comunità.
Villa Stucky fu soggetta ad un ulteriore restauro per riportare alla luce la struttura originaria, in particolare le bellissime decorazioni. Oggi la villa è un hotel 4 stelle luxury che offre una ventina camere tra cui scegliere, una varietà di servizi e sede anche di aventi culturali.

## Descrizione

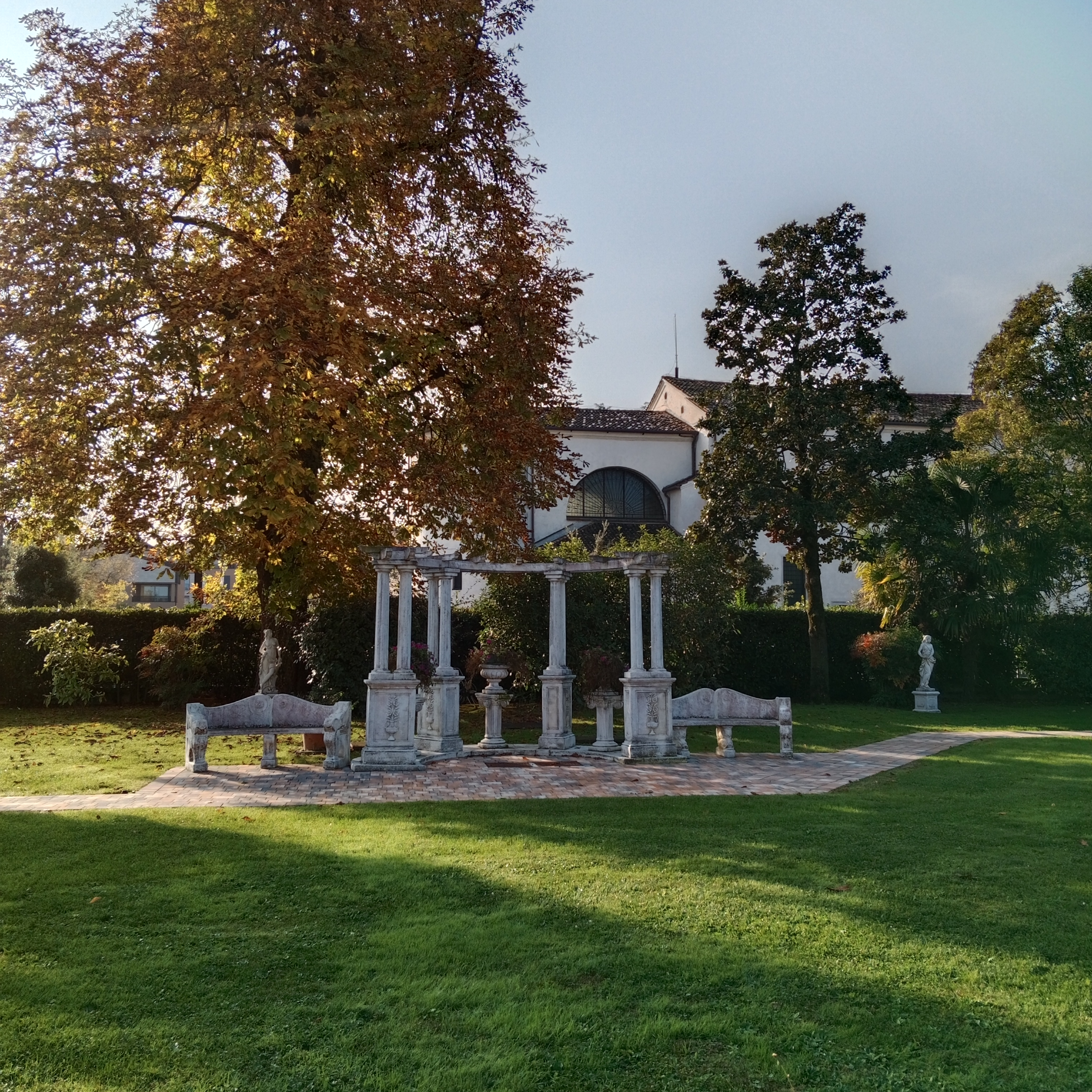
Dettaglio dell'attuale giardino nel parco dell'Hotel

Villa Stucky è un edificio che presenta evidenti tratti tipici dell’architettura centro-europea, probabilmente dovuto alla provenienza della famiglia Stucky caratterizzato da armonia, eleganza e linearità. Un recente restauro ha riportato alla luce anche i famosi stucchi e fregi classici neorinascimentali che si possono ammirare nelle sale interne. Volutamente le stanze e gli ambienti interni dell’hotel sono stati mantenuti fedeli all’originale per permettere ai visitatori di immergersi totalmente nell’atmosfera originaria. Al piano terra si trova la famosa “Sala Stucky”, così chiamata per i ricchi stucchi e decori adibita ora a sala conferenze. Sempre al piano terra si trova anche il bar che si affaccia direttamente sul parco che è stato attrezzato con tavolini, sedie e verande. L’edificio quindi oltre che un hotel è anche un luogo di storia e di memoria, accogliendo al suo interno oggetti, decorazioni e strutture antiche che permettono di apprezzare il passato di questo luogo.